# Lista planetelor minore/181501–181600
Aceasta este Lista planetelor minore/181501–181600; pentru a naviga prin lista completă vezi Lista planetelor minore.
Pentru ale detalii vezi și Proiect:Astronomie sau Portal:Astronomie.
| Nume     | Denumire provizorie | Data descoperirii | Locul descoperirii   | Descoperitor(i)        |
| -------- | ------------------- | ----------------- | -------------------- | ---------------------- |
| 181501 - | 2006 UY24           | 16 octombrie 2006 | Kitt Peak            | Spacewatch             |
| 181502 - | 2006 UY27           | 16 octombrie 2006 | Kitt Peak            | Spacewatch             |
| 181503 - | 2006 UC37           | 16 octombrie 2006 | Kitt Peak            | Spacewatch             |
| 181504 - | 2006 UL39           | 16 octombrie 2006 | Kitt Peak            | Spacewatch             |
| 181505 - | 2006 UR40           | 16 octombrie 2006 | Kitt Peak            | Spacewatch             |
| 181506 - | 2006 UO41           | 16 octombrie 2006 | Kitt Peak            | Spacewatch             |
| 181507 - | 2006 UT41           | 16 octombrie 2006 | Kitt Peak            | Spacewatch             |
| 181508 - | 2006 UC45           | 16 octombrie 2006 | Kitt Peak            | Spacewatch             |
| 181509 - | 2006 UJ52           | 17 octombrie 2006 | Mount Lemmon         | Mount Lemmon Survey⁠(d) |
| 181510 - | 2006 UA63           | 21 octombrie 2006 | Mount Lemmon         | Mount Lemmon Survey    |
| 181511 - | 2006 UY67           | 16 octombrie 2006 | Catalina             | CSS                    |
| 181512 - | 2006 UT70           | 16 octombrie 2006 | Catalina             | CSS                    |
| 181513 - | 2006 UC71           | 16 octombrie 2006 | Catalina             | CSS                    |
| 181514 - | 2006 UY76           | 17 octombrie 2006 | Kitt Peak            | Spacewatch             |
| 181515 - | 2006 UE77           | 17 octombrie 2006 | Kitt Peak            | Spacewatch             |
| 181516 - | 2006 UW78           | 17 octombrie 2006 | Kitt Peak            | Spacewatch             |
| 181517 - | 2006 UP79           | 17 octombrie 2006 | Kitt Peak            | Spacewatch             |
| 181518 - | 2006 UL86           | 17 octombrie 2006 | Mount Lemmon         | Mount Lemmon Survey⁠(d) |
| 181519 - | 2006 UR87           | 17 octombrie 2006 | Mount Lemmon         | Mount Lemmon Survey    |
| 181520 - | 2006 UY99           | 18 octombrie 2006 | Kitt Peak            | Spacewatch             |
| 181521 - | 2006 US101          | 18 octombrie 2006 | Kitt Peak            | Spacewatch             |
| 181522 - | 2006 UW102          | 18 octombrie 2006 | Kitt Peak            | Spacewatch             |
| 181523 - | 2006 UW103          | 18 octombrie 2006 | Kitt Peak            | Spacewatch             |
| 181524 - | 2006 UQ106          | 18 octombrie 2006 | Kitt Peak            | Spacewatch             |
| 181525 - | 2006 UP117          | 19 octombrie 2006 | Kitt Peak            | Spacewatch             |
| 181526 - | 2006 UQ118          | 19 octombrie 2006 | Kitt Peak            | Spacewatch             |
| 181527 - | 2006 UG131          | 19 octombrie 2006 | Kitt Peak            | Spacewatch             |
| 181528 - | 2006 UD133          | 19 octombrie 2006 | Kitt Peak            | Spacewatch             |
| 181529 - | 2006 UM134          | 19 octombrie 2006 | Kitt Peak            | Spacewatch             |
| 181530 - | 2006 UD137          | 19 octombrie 2006 | Mount Lemmon         | Mount Lemmon Survey⁠(d) |
| 181531 - | 2006 UE137          | 19 octombrie 2006 | Catalina             | CSS                    |
| 181532 - | 2006 UK141          | 19 octombrie 2006 | Mount Lemmon         | Mount Lemmon Survey⁠(d) |
| 181533 - | 2006 UJ144          | 19 octombrie 2006 | Kitt Peak            | Spacewatch             |
| 181534 - | 2006 UC152          | 20 octombrie 2006 | Kitt Peak            | Spacewatch             |
| 181535 - | 2006 UA170          | 21 octombrie 2006 | Mount Lemmon         | Mount Lemmon Survey⁠(d) |
| 181536 - | 2006 UE174          | 19 octombrie 2006 | Mount Lemmon         | Mount Lemmon Survey    |
| 181537 - | 2006 UE175          | 16 octombrie 2006 | Catalina             | CSS                    |
| 181538 - | 2006 UL176          | 16 octombrie 2006 | Catalina             | CSS                    |
| 181539 - | 2006 UX177          | 16 octombrie 2006 | Catalina             | CSS                    |
| 181540 - | 2006 UA181          | 16 octombrie 2006 | Catalina             | CSS                    |
| 181541 - | 2006 UK188          | 19 octombrie 2006 | Catalina             | CSS                    |
| 181542 - | 2006 UM189          | 19 octombrie 2006 | Catalina             | CSS                    |
| 181543 - | 2006 UZ189          | 19 octombrie 2006 | Catalina             | CSS                    |
| 181544 - | 2006 UH191          | 19 octombrie 2006 | Catalina             | CSS                    |
| 181545 - | 2006 UX198          | 20 octombrie 2006 | Kitt Peak            | Spacewatch             |
| 181546 - | 2006 US204          | 22 octombrie 2006 | Palomar              | NEAT                   |
| 181547 - | 2006 UT217          | 31 octombrie 2006 | 7300 Observatory⁠(d)  | W. K. Y. Yeung         |
| 181548 - | 2006 UG220          | 16 octombrie 2006 | Kitt Peak            | Spacewatch             |
| 181549 - | 2006 US238          | 23 octombrie 2006 | Kitt Peak            | Spacewatch             |
| 181550 - | 2006 UF251          | 27 octombrie 2006 | Mount Lemmon         | Mount Lemmon Survey⁠(d) |
| 181551 - | 2006 UC254          | 27 octombrie 2006 | Mount Lemmon         | Mount Lemmon Survey    |
| 181552 - | 2006 UK266          | 27 octombrie 2006 | Kitt Peak            | Spacewatch             |
| 181553 - | 2006 UB270          | 27 octombrie 2006 | Mount Lemmon         | Mount Lemmon Survey⁠(d) |
| 181554 - | 2006 UH273          | 27 octombrie 2006 | Kitt Peak            | Spacewatch             |
| 181555 - | 2006 US273          | 27 octombrie 2006 | Kitt Peak            | Spacewatch             |
| 181556 - | 2006 UR275          | 28 octombrie 2006 | Kitt Peak            | Spacewatch             |
| 181557 - | 2006 UJ282          | 28 octombrie 2006 | Mount Lemmon         | Mount Lemmon Survey⁠(d) |
| 181558 - | 2006 UT282          | 28 octombrie 2006 | Kitt Peak            | Spacewatch             |
| 181559 - | 2006 US284          | 28 octombrie 2006 | Kitt Peak            | Spacewatch             |
| 181560 - | 2006 UY284          | 28 octombrie 2006 | Mount Lemmon         | Mount Lemmon Survey⁠(d) |
| 181561 - | 2006 UX286          | 28 octombrie 2006 | Kitt Peak            | Spacewatch             |
| 181562 - | 2006 UT325          | 20 octombrie 2006 | Kitt Peak            | M. W. Buie⁠(d)          |
| 181563 - | 2006 UQ329          | 27 octombrie 2006 | Catalina             | CSS                    |
| 181564 - | 2006 UJ331          | 17 octombrie 2006 | Catalina             | CSS                    |
| 181565 - | 2006 VQ5            | 10 noiembrie 2006 | Kitt Peak            | Spacewatch             |
| 181566 - | 2006 VT8            | 11 noiembrie 2006 | Kitt Peak            | Spacewatch             |
| 181567 - | 2006 VA9            | 11 noiembrie 2006 | Catalina             | CSS                    |
| 181568 - | 2006 VP20           | 9 noiembrie 2006  | Kitt Peak            | Spacewatch             |
| 181569 - | 2006 VD21           | 9 noiembrie 2006  | Lulin Observatory⁠(d) | H.-C. Lin⁠(d), Q.-z. Ye |
| 181570 - | 2006 VZ21           | 10 noiembrie 2006 | Kitt Peak            | Spacewatch             |
| 181571 - | 2006 VT23           | 10 noiembrie 2006 | Kitt Peak            | Spacewatch             |
| 181572 - | 2006 VF27           | 10 noiembrie 2006 | Kitt Peak            | Spacewatch             |
| 181573 - | 2006 VN45           | 11 noiembrie 2006 | Catalina             | CSS                    |
| 181574 - | 2006 VL50           | 10 noiembrie 2006 | Kitt Peak            | Spacewatch             |
| 181575 - | 2006 VX56           | 11 noiembrie 2006 | Kitt Peak            | Spacewatch             |
| 181576 - | 2006 VC57           | 11 noiembrie 2006 | Kitt Peak            | Spacewatch             |
| 181577 - | 2006 VV64           | 11 noiembrie 2006 | Kitt Peak            | Spacewatch             |
| 181578 - | 2006 VS72           | 11 noiembrie 2006 | Mount Lemmon         | Mount Lemmon Survey⁠(d) |
| 181579 - | 2006 VL73           | 11 noiembrie 2006 | Mount Lemmon         | Mount Lemmon Survey    |
| 181580 - | 2006 VP77           | 12 noiembrie 2006 | Mount Lemmon         | Mount Lemmon Survey    |
| 181581 - | 2006 VR87           | 14 noiembrie 2006 | Catalina             | CSS                    |
| 181582 - | 2006 VS101          | 12 noiembrie 2006 | Catalina             | CSS                    |
| 181583 - | 2006 VH108          | 13 noiembrie 2006 | Palomar              | NEAT                   |
| 181584 - | 2006 VT113          | 13 noiembrie 2006 | Mount Lemmon         | Mount Lemmon Survey⁠(d) |
| 181585 - | 2006 VZ124          | 14 noiembrie 2006 | Kitt Peak            | Spacewatch             |
| 181586 - | 2006 VU128          | 15 noiembrie 2006 | Kitt Peak            | Spacewatch             |
| 181587 - | 2006 VR134          | 15 noiembrie 2006 | Catalina             | CSS                    |
| 181588 - | 2006 VW136          | 15 noiembrie 2006 | Kitt Peak            | Spacewatch             |
| 181589 - | 2006 VL138          | 15 noiembrie 2006 | Socorro              | LINEAR                 |
| 181590 - | 2006 VU138          | 15 noiembrie 2006 | Kitt Peak            | Spacewatch             |
| 181591 - | 2006 VS145          | 15 noiembrie 2006 | Catalina             | CSS                    |
| 181592 - | 2006 VW146          | 15 noiembrie 2006 | Mount Lemmon         | Mount Lemmon Survey⁠(d) |
| 181593 - | 2006 VZ149          | 9 noiembrie 2006  | Palomar              | NEAT                   |
| 181594 - | 2006 VE154          | 8 noiembrie 2006  | Palomar              | NEAT                   |
| 181595 - | 2006 VE168          | 15 noiembrie 2006 | Mount Lemmon         | Mount Lemmon Survey⁠(d) |
| 181596 - | 2006 WJ2            | 18 noiembrie 2006 | Pla D'Arguines⁠(d)    | R. Ferrando⁠(d)         |
| 181597 - | 2006 WU5            | 16 noiembrie 2006 | Kitt Peak            | Spacewatch             |
| 181598 - | 2006 WQ21           | 17 noiembrie 2006 | Mount Lemmon         | Mount Lemmon Survey⁠(d) |
| 181599 - | 2006 WC25           | 17 noiembrie 2006 | Mount Lemmon         | Mount Lemmon Survey    |
| 181600 - | 2006 WN34           | 16 noiembrie 2006 | Kitt Peak            | Spacewatch             |